# Флеровий
Флеровий (Fl) (flerovium, преди унунквадий) е химичен елемент с атомен номер 114 в периодичната система на елементите. Елементът е получен чрез изкуствен синтез. Неговото тегло е 289, получен при съвместен проект на учени от Обединения институт за ядрени изследвания (ОИЯИ) в Дубна и физици от Ливърморската национална лаборатория в Калифорния през 1998 г. чрез сливане на ядрата на плутоний и калций. Окончателно е потвърден през 2004 г.
Наименованието флеро́вий е дадено в чест на лабораторията на ОИЯИ, в която е синтезиран елементът.. Лабораторията от своя страна носи името на основателя си Г.Н. Фльоров, съветски физик и ръководител на групата, синтезирала елементите с номера от 102 до 110. Макар фамилията му на английски да се пише като Flyorov, за наименование на елемента е избран по-удобният за четен вариант Flerov, който самият Фльоров използва при публикации в чуждестранни издания, Преди това 114-ият елемент носи вре́менно наименование по поредния си номер, (изкуствено образувано от латински: Ununquadium което буквално се превежда като „едно-едно-четир(-ий)“) до официалното решение за наименование на Международния съюз за чиста и приложна химия (IUPAC).
Както повечето други добити по изкуствен път тежки вещества, така и флеровий е нетраен, тъй като ядрото му се разпада за части от секундата. На нашата планета не се срещат естествени химически елементи, по-тежки от урана. Всички аналози с пореден номер над 92 се синтезират изключително в лабораторни условия при „бомбардирането“ на едно ядро с друго, а животът им е краткотраен.
Въпреки че няма практическо приложение, флеровий е добавен в Менделеевата таблица. По традиция химичните елементи се кръщават на велики учени, планети или места, където е направено съответното откритие.